# Zunzgen
Zunzgen is een gemeente en plaats in het Zwitserse kanton Basel-Landschaft, en maakt deel uit van het district Sissach. Zunzgen telt 2.493 inwoners.

## Geboren
- Helene Bossert (1907-1999), schrijfster